# Angelo Michele Colonna
Angelo Michele Colonna, auch genannt Michelangelo Colonna (* 21. September 1604 in Rovenna; † 11. März 1687 in Bologna) war ein italienischer Maler.

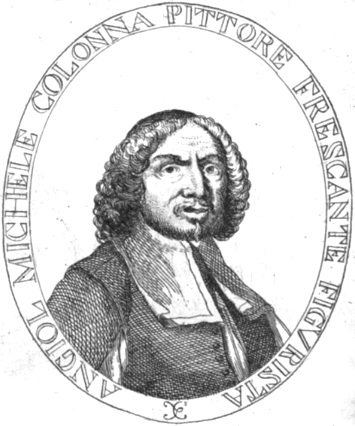
Michelangelo Colonna

## Leben
Angelo Michele Colonna wurde in Rovenna in der Provinz Como geboren und starb in Bologna. Als junger Mann arbeitete er in Como unter dem Namen Caprera. Im Jahr 1617 ging er nach Bologna in die Werkstatt von Gabriello Ferrantini (bekannt als Occhiale) und dann zu Girolamo Curti (il Dentone), dem Meister der Quadratur.
Er malte Fresken im Palazzo Albergati in Bologna. Als er 1624 mit Curti und Domenico Ambrogi in Trebbo di Reno an den Fresken der Villa Malvasia arbeitete, lernte er Carlo Cesare Malvasia kennen. Im folgenden Jahr führte er zusammen mit Curti die Fresken in der Villa Paleotti (heute Villa Monari-Sardè) aus. 1625 führte er zusammen mit Ambrogi die Fresken in der Villa Malvezzi Campeggi in Bagnarola di Budrio aus. Auf Empfehlung von Alessandro Tiarini nahm er 1625 an der Ausschmückung des Gewölbes der Kirche Sant’Alessandro in Parma teil. 1625 arbeitet er zusammen mit Lucio Massari, Francesco Gessi und anderen Künstlern an der Ausschmückung des Oratoriums San Rocco in Bologna, Er malte sechs Heilige und Allegorien. 1627 malte er die Kirche San Michele in Bosco.
Nach Curtis Tod im Jahr 1632 begann Colonna eine langjährige Zusammenarbeit (bis 1660) mit Agostino Mitelli. Gemeinsam schmücken sie den Palazzo Spada in Rom, den Palazzo Pitti in Florenz (mit einem großen Fresko mit dem Titel Fama dei Medici coronata di vittoria), die Kirche San Filippo Neri in Forlì.
Sie wurden zu den bedeutendsten Vertretern der Quadratur in Italien. Wiederum mit Mitelli arbeitete er in Modena an den Fresken des Palazzo der Este in Sassuolo und am Gewölbe des zerstörten Oratoriums von San Girolamo in Rimini. Nachdem Colonna und Mitelli in Genua einen Saal im Palazzo des Stefano Balbi, dem späteren Durazzo, mit einem Medaillon mit Frühling und Winter in der Mitte des Gewölbes ausgeschmückt hatten, arbeiteten sie zwischen 1653 und 1658 an der Empore zum Hochaltar der Kirche San Michele in Bosco in Bologna und vollendeten gleichzeitig (1657) eine Himmelfahrt in der Rosenkranzkapelle der Basilika San Domenico, ebenfalls in Bologna.

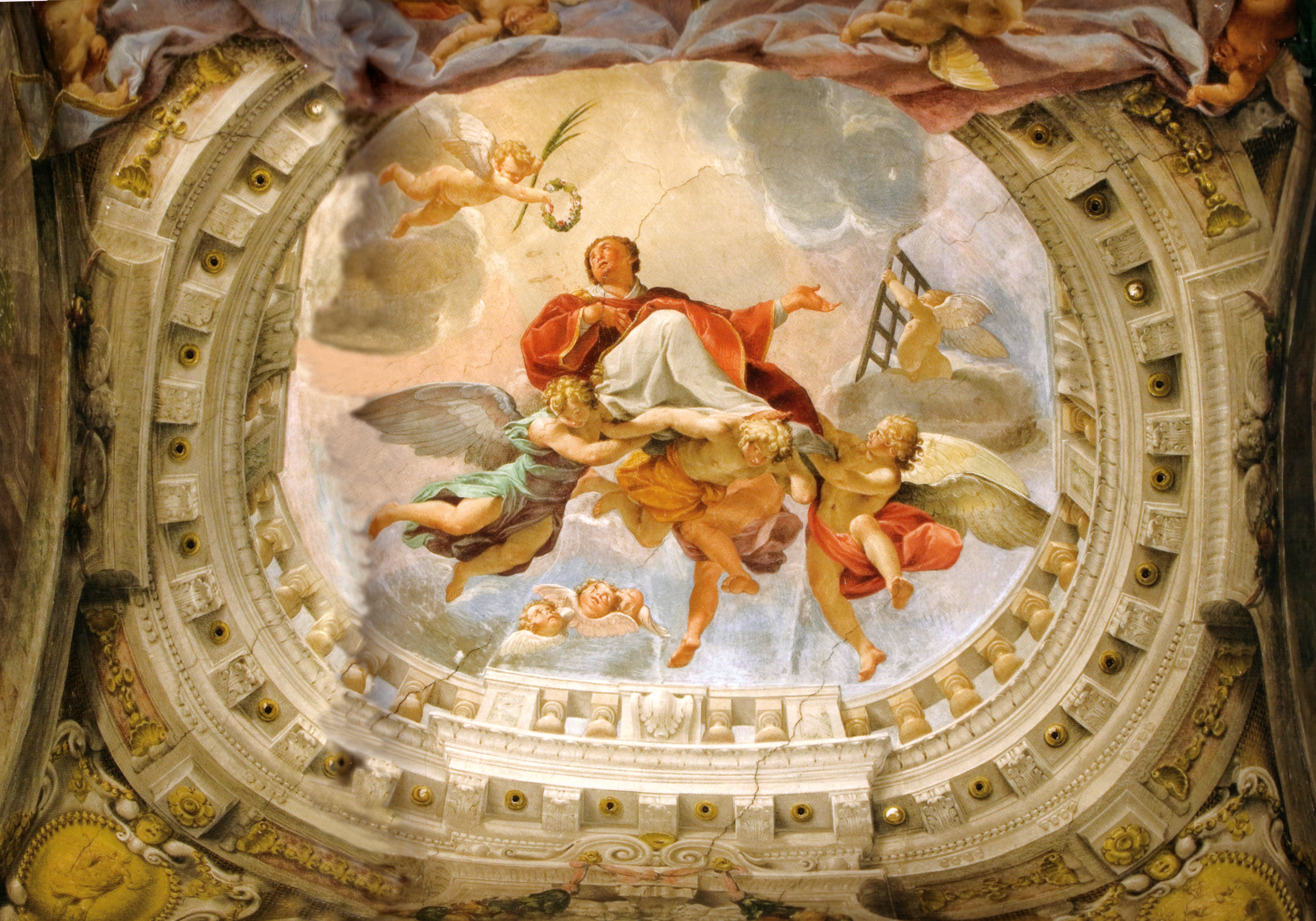
Glorie des San Lorenzo

1658 ging Colonna nach Spanien, um am Hof Philipps IV. zu arbeiten. Für diese Arbeit wurde er zunächst von Diego Velázquez kontaktiert. Nach seiner Rückkehr nach Italien arbeitete er ab 1662 mit dem Mitelli-Schüler Giacomo Alboresi (1632–1677) zusammen und setzte seine Tätigkeit in Bologna fort, wo er den Palazzo Cospi-Ferretti und die Kapelle der Kirche Santi Bartolomeo e Gaetano (1667) ausmalte. Im Jahr 1677 vollendete er in Zusammenarbeit mit Gioacchino Pizzoli und Giuseppe Romani die Fresken im Ratssaal des Palazzo Comunale. Ebenfalls 1677 wurde er, der inzwischen durch seine Arbeiten für die Herrscher Frankreichs und Spaniens berühmt geworden war, von den Chierici regolari della Madre di Dio nach Lucca eingeladen, für die er die Empore der Kirche Santa Maria Corteorlandini ausmalte. In derselben Stadt wurde er gebeten, die Apsis der Kathedrale auszuschmücken, aber seine finanziellen Forderungen erschienen der Opera della Cattedrale zu hoch, die Giovanni Coli und Filippo Gherardi mit den Arbeiten beauftragte. Noch in der Republik Lucca malte er schließlich den großen Saal der Villa Arnolfini in Gragnano.